# Rubus biflorus
Rubus biflorus là loài thực vật có hoa trong họ Hoa hồng. Loài này được Buch.-Ham. ex Sm. miêu tả khoa học đầu tiên năm 1819.